# Atherigona tuberculata
Atherigona tuberculata este o specie de muște din genul Atherigona, familia Muscidae. A fost descrisă pentru prima dată de Malloch în anul 1923.
Este endemică în Congo. Conform Catalogue of Life specia Atherigona tuberculata nu are subspecii cunoscute.